# Toshi Shida
Toshi Shida (Sakura (Chiba), 28 de maio de 1876 — 19 de julho de 1936) foi um geocientista japonês, doutorado em Ciências pela Universidade Imperial de Kyoto, que se especializou em sismologia e se notabilizou pelos seus estudos sobre a maré terrestre e a viscoelasticidade da Terra.

## Biografia
Nascido em Sakura, na província de Chiba, Japão, licenciou-se no Departamento de Física da Universidade Imperial de Tóquio em 1901 e foi nomeado professor na Escola Secundária de Daiichi em 1909, antes de assumir um cargo docente na Faculdade de Ciências e Tecnologia da Universidade Imperial de Quioto, onde obteve o grau de Doutor em Ciências. Desenvolveu toda a su carreira naquela Universidade, onde faleceu no cargo de professor emérito.
Descobriu que a distribuição geográfica da direção em que o movimento inicial da onda P de um sismo empurra e puxa a superfície da Terra, a distribuição do movimento inicial, tem uma distribuição em quatro quadrantes. Também apontou a existência de sismos profundos antes de Kiyoo Wada (foi Wada que provou completamente a sua existência a partir de observações). Esteve também na vanguarda da investigação sobre a deformação elástica da Terra devido à atração gravitacional da Lua e do Sol (marés terrestres) e deixou o seu nome no número de Shida.
Em 1929, foi-lhe atribuído o Prémio Imperial da Academia Imperial pelos seus estudos sobre a rigidez da Terra e da crosta terrestre e sobre os movimentos sísmicos.